# Giovanna van der Gheynst
Giovanna Maria van der Gheynst (Oudenaarde, 1500 – Bruxelles, 15 dicembre 1541), fu nota come l'amante di Carlo V.

## Biografia
Era la figlia di Gilles Johan van der Gheynst, un produttore di tappeti del luogo, e di sua moglie, Johanna van der Caye van Cocambi. All'età di cinque anni perse entrambi i genitori a causa della peste del 1505-1506. A quell'età entrò al servizio di Carlo di Lalang (barone e più tardi primo conte di Lalang), che era il governatore di Oudenaarde e signore di Montigny (poi Conte de Montigny).
Nell'autunno 1521, conobbe il giovane imperatore Carlo V in visita al Castello del Governatore a Oudenaarde, durante la riunione dell'Ordine del Toson d'oro. Data la sua bellezza, richiamò l'attenzione dell'imperatore. La relazione durò neanche un anno (1521-1522). Da questa relazione nacque una figlia, Margherita d'Austria (1522-1586), che in seguito sarà duchessa di Firenze, di Parma e Piacenza e governatrice dei Paesi Bassi spagnoli (1559-1567).
La sua fu la prima relazione extra-coniugale dell'imperatore, che non nascose mai questo rapporto. Così, il 9 luglio 1529, con una lettera da Barcellona, Carlo V riconobbe Margherita come figlia.
L'imperatore diede a Giovanna una modesta pensione. Il 13 ottobre 1525 Giovanna sposò un avvocato di nome Jean van den Dyke (1500-1572), signore di Zandvliet e Berendrecht. La coppia ebbe nove figli.
Giovanna morì a Bruxelles il 15 dicembre 1541.